# TOBE
주식회사 TOBE(투비)는 도쿄도 하치오지시에 본사를 두는 일본의 연예 기획사. 2023년 3월 16일 설립. 대표는 타키자와 히데아키.

## 개요
2023년 3월 21일, 전 쟈니즈 사무소의 탤런트로 은퇴 후는 동사 부사장 및 동사의 자회사 쟈니스 아일랜드의 사장을 맡고 있던 타키자와 히데아키가 신회사 「주식회사 TOBE」의 설립을 발표.
같은 해 7월 2일, 쟈니즈 사무소에서 활동하고 있던 전 V6 멤버의 미야케 켄이 합류해, TOBE의 소속 아티스트로서 활동해 나갈 것을 발표했다.같은 달 7일에는 쟈니즈 사무소의 아이돌 그룹 King & Prince 전 멤버인 히라노 쇼 진구지 유타가 TOBE에 합류하고, 같은 달 14일에는 자니스 주니어 7인조 그룹 IMPACTors 멤버였던 전원이 "IMP."로 합류했다.
8월 16일, 전 자니스 주니어의 오오히가시 리츠키 합류해, TOBE의　소속 아티스트로서 활동해 나갈 것을 발표했다.
9월 17일, 쟈니즈 사무소의 아이돌 그룹 Kis-My-Ft2의 전 멤버인 키타야마 히로미츠 합류해, TOBE의 소속 아티스트로서 활동해 나갈 것을 발표했다.
10월 15일, 쟈니즈 사무소의 아이돌 그룹 King & Prince 전 멤버인 키시 유타 가  TOBE에 합류해, 먼저 TOBE에 합류하고 있던 히라노 쇼 진구지 유타와 함께 「Number_i」로서 활동해 나갈 것을 발표했다.

## 소속 탤런트 아티스트
공식 사이트에 준거
- 미야케 켄
- 키타야마 히로미츠
- Number_i
  - 히라노 쇼
  - 진구지 유타
  - 키시 유타
- IMP.
  - 사토 아라타
  - 모토이 슌스케
  - 스즈키 타이가
  - 카게야마 타쿠야
  - 마츠이 미나토
  - 요코하라 유키
  - 츠바키 타이가
- ISSEI[11]
- 오오히가시 리츠키